# Duplice omicidio e suicidio di Chris Benoit
Il duplice omicidio e suicidio di Chris Benoit avvenne in un lasso di tempo compreso tra venerdì 22 giugno e domenica 24 giugno 2007 e fu compiuto dal wrestler canadese Chris Benoit nella sua abitazione di Fayetteville (Georgia). All'epoca dei fatti Chris Benoit era un'icona del wrestling, sotto contratto con la World Wrestling Entertainment. Egli uccise la moglie Nancy, di 43 anni, e il figlio Daniel di 7 anni, prima di impiccarsi nella sua palestra di casa.
I risultati delle autopsie stabilirono che Nancy fu la prima delle tre vittime a perdere la vita, poiché morì per asfissia nel pomeriggio di venerdì 22 giugno 2007 mentre era legata a piedi e mani; la donna fu trovata avvolta in un asciugamano e con del sangue sotto la testa, sebbene Scott Ballard, il procuratore distrettuale della contea di Fayette, dichiarò che non erano mai stati rilevati segni di lotta. Il figlio della coppia, Daniel, morì anch'egli per asfissia, apparentemente soffocato nel sonno mentre si trovava a letto la mattina di sabato 23 giugno. Infine, la sera di domenica 24 giugno, Benoit si suicidò nella sua palestra di casa impiccandosi ad un macchinario per i pesi; egli posizionò una Sacra Bibbia accanto ai corpi della moglie e del figlio.
Fin dal suicidio di Chris Benoit furono avanzate numerose ipotesi riguardanti il motivo del suo gesto, inclusi una forma di encefalopatia traumatica cronica (CTE) che ne avrebbe ottenebrato le facoltà mentali, nonché l'abuso di steroidi e problemi matrimoniali di varia natura. L'incidente suscitò molto scalpore nei media nazionali ed internazionali; un'indagine federale riguardante l'abuso di steroidi e sostanze dopanti nel mondo del wrestling professionistico fu avviata proprio in seguito a questo evento.

## Omicidi e suicidio

### Nancy Toffoloni
Venerdì 22 giugno, Chris Benoit uccise la moglie Nancy strangolandola nella camera da letto al piano superiore della loro abitazione. Le sue membra erano legate, e il corpo era avvolto in un asciugamano. Una copia della Bibbia fu lasciata accanto al suo cadavere. Segni di ecchimosi indicarono che Benoit aveva premuto un ginocchio sulla schiena della donna mentre la strangolava da dietro con una corda intorno al collo, causando la morte per strangolamento. Gli agenti di polizia riportarono che non c'erano evidenti segni di lotta sulla scena del delitto. Gli esami tossicologici rilevarono un forte tasso di alcol nel sangue della vittima, ma non furono in grado di stabilire se fosse stato presente prima del decesso o se fosse una conseguenza del processo di decomposizione. Lo stato di decomposizione rese inoltre difficile stimare i livelli pre-morte di idrocodone e alprazolam, rinvenuti a "livelli terapeutici" nel suo corpo. In ogni caso, gli esami medici non riscontrarono segni che la donna fosse stata sedata prima di morire, come invece era stato fatto per suo figlio quando venne ucciso.

### Daniel Benoit
Daniel Christopher Benoit (25 febbraio 2000-23 giugno 2007) era il terzo figlio di Chris Benoit, dopo i due precedenti figli David e Megan nati dal matrimonio con la prima moglie Martina. Era l'unico figlio di Nancy, che non aveva avuto figli dai precedenti matrimoni con Jim Daus e Kevin Sullivan.
Daniel venne soffocato e ucciso nella sua camera da letto, e una copia della Bibbia fu lasciata accanto al cadavere. Daniel ebbe lesioni interne alla zona della gola, senza la presenza di lividi. L'ora esatta della morte del bambino è sconosciuta. L'autopsia rivelò che Daniel era stato sedato con dello Xanax prima di essere ucciso. Il corpo di Daniel aveva iniziato a dare segni di decomposizione quando fu trovato, ma non in stato così avanzato come quello della madre.
In seguito fu diffusa la notizia che Daniel soffrisse della sindrome dell'X fragile, malattia che può causare problemi di crescita e ritardo mentale, e che questa fosse la ragione delle tensioni nella famiglia Benoit. Inoltre venne suggerito che i segni d'ago rinvenuti sulle braccia del bambino fossero la conseguenza di iniezioni a base di ormoni della crescita praticategli perché la famiglia riteneva che fosse troppo piccolo per la sua età a causa della malattia. Il collega di Chris Benoit e suo migliore amico, il wrestler Chris Jericho, dichiarò che secondo una ricerca da lui fatta personalmente, "i sintomi della malattia si adattavano perfettamente a Daniel". Per quanto riguarda coloro che avevano dichiarato pubblicamente di non essere a conoscenza della condizione di Daniel, Jericho disse: «Se Chris aveva deciso di non parlarne in giro, non saresti stato in grado di strapparglielo di bocca per niente al mondo». Nonostante le dichiarazioni iniziali di Jericho sulle condizioni di salute di Daniel Benoit, egli in seguito scrisse nel suo libro Undisputed del 2011: "Alla fine venne fuori che Daniel non aveva la sindrome dell'X fragile, ma all'epoca aveva senso perché mi stavo arrampicando sugli specchi per cercare una ragione a quanto successo".
Successivamente, il procuratore distrettuale Ballard diramò un comunicato nel quale smentì che Daniel fosse affetto da qualsiasi patologia mentale o fisica pregressa. Allo stesso modo, gli insegnanti scolastici di Daniel Benoit dichiararono che il bambino era in pari con gli altri studenti e non stava per essere bocciato come si pensava in precedenza. Parlando pubblicamente della faccenda per la prima volta, la sorella di Nancy, Sandra Toffoloni, nel 2016 disse durante il podcast Talk is Jericho, di escludere senza ombra di dubbio che Daniel fosse affetto dalla sindrome dell'X fragile o da qualsiasi altra patologia simile. Inoltre, definì "assurde" le affermazioni circa i segni delle tracce dell'ago sulle braccia del bambino.

### Dopo gli omicidi
Circa alle 15:30 di sabato 23, il collega wrestler e amico intimo Chavo Guerrero ricevette un messaggio vocale da parte di Benoit dal suo telefono nel quale egli diceva di essersi addormentato e di aver perso il volo e che quindi sarebbe arrivato in ritardo all'house show in programma quella sera a Beaumont (Texas). Guerrero chiamò Benoit e notò che sembrava stanco e confuso mentre confermava quanto da lui detto nel messaggio precedente. Guerrero, preoccupato "per il tono di voce e lo stato di Benoit", gli ritelefonò 12 minuti dopo. Benoit non rispose alla chiamata, e Chavo lasciò un messaggio in segreteria, chiedendogli di richiamarlo appena possibile.
Alle 15:44, Benoit telefonò a Guerrero, dicendogli che non aveva potuto rispondere perché era al telefono con la compagnia aerea Delta Air Lines per cambiare la prenotazione del volo. Benoit disse di aver avuto una giornata stressante a causa dei problemi di salute di Nancy e Daniel, che si erano sentiti male per una "intossicazione alimentare". Guerrero allora gli disse che se aveva bisogno di qualcuno con cui parlare, lui era disponibile, ma Benoit chiuse la conversazione con le parole: «Ti voglio bene, Chavo». Durante una partecipazione al podcast Talk is Jericho del 2014, Chavo raccontò a Chris Jericho che Benoit sembrava "assente" quando gli aveva parlato, specialmente quando lo salutò per l'ultima volta. Un altro collega che spesso viaggiava insieme a Benoit gli telefonò dall'aeroporto di Houston quello stesso pomeriggio. Benoit gli disse che Nancy stava "vomitando sangue" e che anche Daniel stava molto male.
Domenica 24 giugno, cinque SMS furono inviati da Benoit ad alcuni colleghi tra le 3:51 e le 3:58 di notte utilizzando sia il suo cellulare sia quello della moglie Nancy. In quattro di essi era scritto l'indirizzo di casa dei Benoit; nel quinto era scritto che i cani di famiglia erano chiusi nella zona della piscina, e che una porta laterale del garage era stata lasciata aperta. Guerrero e l'arbitro Scott Armstrong erano due dei destinatari di questi messaggi.
In questo lasso di tempo, Benoit lasciò un messaggio in segreteria a un amico non identificato. In seguito telefonò all'ufficio delle risorse umane della WWE comunicando che suo figlio stava male e lui e la moglie avevano dovuto accompagnarlo in ospedale. Egli disse inoltre che avrebbe preso il primo volo disponibile per Houston dove avrebbe dovuto affrontare CM Punk per il vacante ECW World Heavyweight Championship al ppv Vengeance: Night of Champions. Benoit non partecipò mai allo show.

### Chris Benoit
Chris Benoit, secondo il procuratore distrettuale Ballard e lo sceriffo della città, si suicidò impiccandosi dopo aver commesso il duplice omicidio di moglie e figlio. Benoit utilizzò una corda di un attrezzo per i pesi per creare un nodo scorsoio e si impiccò a una macchina per il pull-down dalla quale aveva rimosso la sbarra. Benoit rilasciò i pesi, causando la morte per soffocamento. Ballard disse che Benoit fu trovato impiccato al cavo della puleggia.
Durante il podcast Talk is Jericho del 2016, la sorella di Nancy, Sandra Toffoloni, chiarì ulteriori dettagli. Disse che nel corso del fine settimana dopo gli omicidi, ricerche effettuate sul computer di Benoit rivelarono che aveva cercato su internet "il modo più veloce e facile per spezzare un collo". Inoltre, egli utilizzò un asciugamano legato intorno al collo che aveva attaccato all'impugnatura della macchina, che fece scendere con un peso molto pesante per poi rilasciarlo di colpo, spezzandosi il collo all'istante.

### Scoperta dei corpi
Lunedì 25 giugno 2007, la WWE (precisamente nella persona di John Laurinaitis, vicepresidente senior dell'ufficio relazioni con i talenti della WWE) fu messa a conoscenza dei messaggi inviati da Benoit a Chavo Guerrero e Scott Armstrong. La compagnia chiese allo sceriffo della contea di Fayette di controllare la residenza della famiglia Benoit. Dopo aver scoperto i corpi, intorno alle 16:15 la polizia notificò alla WWE il ritrovamento di tre cadaveri nell'abitazione, che fu dichiarata "scena del crimine".
Non fu trovata nessuna nota suicida durante le indagini preliminari, ma in seguito fu scoperto un foglio, all'interno di una Bibbia spedita da Benoit alla prima moglie, Martina, dove era scritta la seguente frase: "mi sto preparando a lasciare questa Terra".

## Motivazioni possibili
Il 17 luglio 2017 il legale della WWE Jerry McDevitt apparve nel programma Live with Dan Abrams dichiarando che a Benoit era stato prescritto del testosterone come medicinale, pratica abituale - secondo McDevitt - per chi aveva usato steroidi anabolizzanti in passato e aveva subito danni ai testicoli come conseguenza.
L'ex wrestler Christopher Nowinski dichiarò che Benoit potrebbe aver risentito dei ripetuti traumi alla testa subiti in carriera, che alla fine gli avrebbero causato uno stato mentale instabile. Nowinski aggiunse: «Benoit era uno dei pochi che si pigliava una sediata sulla nuca [...] che è una cosa molto pericolosa e stupida». Esami clinici effettuati sulla materia cerebrale di Chris Benoit da Julian Bailes, professore di neurochirurgia alla West Virginia University, mostrarono che "il cervello di Benoit era così danneggiato da sembrare quello di un ottantacinquenne malato di Alzheimer". Altri test condotti sul tessuto cerebrale rivelarono una forma acuta di encefalopatia traumatica cronica (CTE), e danni a tutti e quattro i lobi del cervello. Bailes e i suoi colleghi conclusero che ripetuti colpi alla testa possono portare alla demenza, che può causare varie disfunzioni comportamentali. Anche il padre di Benoit indicò i danni cerebrali come causa principale della tragedia. Un comunicato ufficiale diffuso dalla WWE smentì questa idea definendola solo una "ipotesi speculativa".
Nancy Benoit aveva chiesto il divorzio nel maggio 2003, presumibilmente a causa di violenze domestiche da parte di Chris, ma aveva poi ritirato le carte nell'agosto 2003. Nel febbraio 2008 The Atlanta Journal-Constitution riportò la notizia che Nancy potesse avere avuto il sospetto che il marito la tradisse con una collega lottatrice e che avessero inoltre discusso circa una polizza assicurativa sulla vita. Il giornale disse che la fonte delle informazioni era un impiegato dell'ufficio dello sceriffo della contea di Fayette, recentemente licenziato.
Nella sua autobiografia The Hardcore Truth Hardcore Holly scrisse che a suo parere la causa delle azioni di Benoit fu il suo alcolismo e non l'abuso di steroidi: Holly e Benoit viaggiarono spesso insieme durante il loro periodo in WWE e Holly non crede che gli steroidi abbiano giocato un ruolo importante nella tragedia, a differenza dell'abitudine di Benoit di bere più del dovuto quando litigava con la moglie Nancy.

## Reazioni

### World Wrestling Entertainment
La prima comunicazione della morte della famiglia Benoit venne data dalla WWE attraverso il suo servizio di news via cellulare. Qualche ora più tardi la notizia fu pubblicata anche sul sito ufficiale della federazione tramite il seguente comunicato:
(Comunicato stampa della WWE)
La WWE cancellò la puntata di tre ore di Raw che doveva andare in onda in diretta il 25 giugno (e che, per coincidenza, doveva essere "in memoria" del personaggio di Mr. McMahon, che nella puntata dell'11 giugno di Raw, era "morto" nell'esplosione della sua limousine) presso l'American Bank Center di Corpus Christi (Texas), sostituendola con una puntata celebrativa alla vita e carriera di Chris Benoit, con immagini dei suoi match passati, scene tratte dal DVD Hard Knocks: The Chris Benoit Story, e commenti da parte di colleghi e amici di Raw, SmackDown! ed ECW. Poco tempo dopo la messa in onda del programma, molti dei commenti celebrativi furono postati sul sito web della federazione. Fu solo quando il programma era in chiusura che cominciarono a circolare le prime indiscrezioni riguardanti la polizia che aveva buone ragioni di sospettare che Benoit avesse massacrato la propria famiglia prima di suicidarsi.
La sera seguente, dopo che furono resi noti ulteriori dettagli circostanziali sulle morti, la compagnia mandò in onda una dichiarazione registrata da Vince McMahon prima della trasmissione ECW in programma:
Dopo aver appreso i dettagli relativi al duplice omicidio, la WWE prese subito le distanze da Chris Benoit, adottando una sorta di damnatio memoriae nei suoi confronti. Decise di eliminare tutto il materiale riguardante Benoit dal proprio sito ufficiale, bloccare la vendita dei DVD e del merchandising riguardante il wrestler canadese e di non menzionarlo mai più nei propri programmi televisivi. Tuttavia il suo nome appare ancora nell'enciclopedia della federazione e a tal proposito il presidente della WWE Vince McMahon disse: «Non possiamo far finta che non sia mai esistito. Un conto è includerlo in un contesto storico, il che credo sia giusto, un altro è promuoverlo, il che non va bene».
- Eccetto la lista dei risultati da lui ottenuti nella WWE in termini di titoli conquistati, e alcuni riferimenti selezionati,[38] il sito web della compagnia eliminò qualsiasi accenno a Benoit, inclusi gli articoli relativi ai dettagli specifici dell'incidente, oltre alla sua biografia e ai commenti in memoria postati nei momenti iniziali successivi alla tragedia.
- La WWE ritirò l'episodio speciale di Raw tributo a Benoit dai mercati internazionali. Diversi canali annunciarono che l'episodio era stato sospeso per motivi legali. È stata creata una puntata sostitutiva di Raw, condotta da Todd Grisham dai WWE Studios, con riassunti dei passaggi dei titoli WWE Championship e World Heavyweight Championship che si erano verificati nell'ultimo anno.[39]
- Il nome di Benoit fu dissociato dalla sua precedente theme song Rabid nelle versioni MP3 dell'album WWE Anthology.[40]
- Benoit, insieme alla sua mossa finale Crippler Crossface, furono eliminati dal roster del videogioco WWE SmackDown vs. Raw 2008.[41]
- WWE Classics On Demand, il servizio video on demand della WWE, rimosse qualsiasi menzione di Chris e Nancy Benoit dai filmati d'archivio.[42]
- Match e altro materiale comprendente Benoit sono apparsi molto raramente in ogni uscita ufficiale in DVD prodotta dalla WWE dopo la sua morte.[43]
- Su WWE Network, che a partire dal febbraio 2014 cominciò a ritrasmettere incontri di Chris Benoit, un avviso ai genitori viene mostrato ogni volta che un programma comprendente Benoit, o riferimenti a lui, viene mandato in onda.[44] Anche il promo iniziale del 26 giugno 2007 registrato da Vince McMahon prima di uno show ECW, dove viene menzionato Benoit, è stato eliminato dal palinsesto. Molti poster di pay-per-view precedenti alla tragedia che vedevano Benoit in primo piano sono stati sostituiti con grafiche diverse nel menù dello schermo di WWE Network. In aggiunta, digitando il nome di Chris Benoit nella barra di ricerca del sito, non si ottiene nessun risultato.[45]

### Industria del wrestling
Numerose personalità del mondo del wrestling, passato e presente, commentarono la tragedia e le sue conseguenze:
- Hulk Hogan fece dei commenti sulla personalità di Benoit e si espresse circa la motivazione del suo gesto, dicendo: «Era un tipo tranquillo e molto riservato» e «penso che dovesse essere qualcosa di personale, un problema interno tra lui e sua moglie».[46]
- Kurt Angle scelse di commentare le accuse nei confronti dell'industria del wrestling piovute sull'ambiente a causa del crimine, affermando: «Tutto questo non è colpa della WWE e non è colpa di Vince McMahon. Chris Benoit è l'unico responsabile delle sue azioni».[47]
- Eric Bischoff discusse il polverone sollevato dai media, dicendo: «È chiaro che i media volevano incolpare gli steroidi, il wrestling professionistico, Vince McMahon, o chiunque o qualsiasi altra cosa sensazionalistica collegata alla tragedia famigliare. Mi rifiuto di unirmi al coro. Non ho abbastanza informazioni. Non ero lì. Non sono uno psichiatra. Non riesco a immaginare come o perché questa cosa possa essere successa».[48]
- Anche altri wrestler commentarono il fatto, inclusi Lex Luger,[49] Marc Mero,[50] Ted DiBiase Sr., Bret Hart, Kevin Nash, Lance Storm,[51] Chyna,[52] Steve Blackman,[53] Rob Van Dam, Ultimate Warrior, Chris Jericho,[54] e William Regal.[55] Vince McMahon e la moglie Linda  furono intervistati (separatamente e insieme) da vari giornalisti in molteplici occasioni.[56]
- CM Punk, che avrebbe dovuto affrontare Benoit al pay-per-view Vengeance: Night of Champions la notte in cui morì, fu tra i dipendenti WWE che resero omaggio a Benoit durante lo speciale trasmesso a Raw. Nel 2011 egli tornò brevemente sull'argomento nel corso di un'intervista a GQ. Egli descrisse la tragedia: «Un bel [...] punto basso nella vita di tutti noi. A molte persone non piace parlarne. Mi fa ancora impazzire».[57] Al San Diego Comic-Con International del 2012, durante un'intervista, a Punk fu chiesto se la WWE stesse cercando di cancellare Benoit dalla storia. Punk rispose che anche se Benoit è nei libri di storia e questo non può essere cambiato, non avrebbe nessun senso che la WWE lo promuovesse, a causa dell'"orribile natura del crimine da lui commesso".[58]
- Sean Waltman, in un'intervista del 2014, disse di Benoit: «Era un ragazzo simpatico, ma aveva sempre un'oscurità attorno a lui [...] una tristezza o qualcosa del genere». Waltman aggiunse che Benoit aveva un cupo senso dell'umorismo, trovando divertenti "cose un po' strane".[59]
- Nel 2019 Paul Heyman nel corso di un'intervista rilasciata a Inside the Ropes, menzionò brevemente Benoit dicendo: «Tre persone sono morte in quella casa quella notte, e solo una di esse [Benoit] poté scegliere, mentre le altre due [Nancy e Daniel] non ebbero la possibilità di scegliere se morire o no». Heyman aggiunse che non gli interessa se sia stata l'encefalopatia traumatica cronica o meno la ragione dietro alle azioni di Benoit, e mentre lo rispetterà sempre come performer, ha perso qualsiasi rispetto per lui come uomo a seguito dell'incidente.[60]

### Mass media
Quando fu diffusa la notizia della morte di Benoit, molti mass media generalisti si occuparono della storia, inclusi MSNBC e Fox News Channel. Benoit apparve sulla copertina della rivista People. Irvin Muchnick scrisse un libro sul caso Benoit, pubblicato nel 2008. Al Comedy Central Roast of Flavor Flav nell'agosto 2007, Jimmy Kimmel fece una battuta scherzando su Flavor Flav dicendo che "Chris Benoit era un padre migliore di Flavor Flav". Lo show andò in onda meno di due mesi dopo il fatto di cronaca nera. In Italia la notizia fu riportata dalle principali testate giornalistiche, e i media presero d'assalto il mondo del wrestling sbattendo sulle prime pagine notizie spesso improntate al sensazionalismo più becero (si arrivò a dire che Benoit avesse ucciso il figlio applicando la "crossface", la sua mossa finale sul ring). Il risultato fu la cancellazione di ogni trasmissione di wrestling dal palinsesto di Italia 1, rete Mediaset che stava trasmettendo con successo SmackDown!, dietro ordine del direttore di rete dell'epoca, Luca Tiraboschi, che così motivò la scelta aziendale: «Abbiamo rescisso il contratto. Benoit ha ammazzato il figlio e la moglie, non si è solo ucciso. Li ha soffocati, questo mi ha fatto decidere. Il confine tra realtà e fantasia è stato scavalcato».

### Governo
Con la morte di Benoit presumibilmente collegata all'abuso di steroidi, la WWE fu oggetto di un'indagine da parte della Commissione degli Stati Uniti per la sorveglianza e la riforma del governo a riguardo della loro wellness policy. Il Congresso non intraprese azioni legali nei confronti della compagnia o di qualsiasi altra federazione di wrestling nell'immediato. Nel gennaio 2009, Henry Waxman, membro della Camera dei rappresentanti, richiese che il capo dell'Office of National Drug Control Policy, John P. Walters, "esaminasse l'impiego di steroidi nel wrestling professionistico e prendesse misure adeguate per fermare il problema". Nella lettera, Waxman scrisse: "Nei primi anni del programma anti-doping della WWE, iniziato nel marzo 2006, il 40% dei lottatori è risultato positivo all'uso di steroidi o altre droghe, persino quando erano stati avvertiti prima del controllo. Tutto questo è inaccettabile".

## Rapporti di encefalopatia traumatica cronica
All'epoca dell'incidente, studi eseguiti nel campo dell'encefalopatia traumatica cronica (CTE) o sindrome da demenza pugilistica, portati avanti dal neuropatologo forense dottor Bennet Omalu, su ex giocatori di football americano come il membro della Pro Football Hall of Fame Mike Webster, dimostrarono il collegamento tra danni cerebrali causati da ripetuti traumi alla testa e l'insorgere di una demenza simile alla malattia di Alzheimer, come riscontrato nei pugili. Michael Benoit acconsentì a far esaminare il cervello del figlio da alcuni neurochirurgi. Il 5 settembre 2007, Julian Bailes, docente di neurochirurgia presso la Università della Virginia Occidentale (WVU), tenne una conferenza stampa a New York City per annunciare i risultati degli esami effettuati sul cervello di Benoit.
Nel dicembre 2009, quasi 30 mesi dopo la morte di Benoit, il dottor Omalu confermò alla ESPN che la morte di un secondo wrestler WWE, Andrew Martin, noto con il ring name Test, era da attribuirsi alla CTE. Bailes disse alla ESPN: «Quando annunciammo i risultati degli esami su Chris, qualcuno nei media coniò il termine "rabbia steroidea". Noi insistemmo nel dire che la vera causa erano i danni cerebrali dovuti ai traumi da contatto. Con Andrew Martin come secondo caso, la WWE e lo sport in generale devono domandarsi, "è una tendenza?" La scienza ci dice che saltare giù da scale alte 3 metri e colpire in testa la gente con tavoli e sedie non fa bene al cervello».
La WWE ammise che la ricerca medica in quel campo era solo agli inizi al momento e da approfondire, ma rilasciò anche la seguente dichiarazione:
Nei decenni successivi, furono effettuati altri esami post mortem sul cervello di numerosi altri wrestler deceduti trovando tracce significative della presenza di CTE. Tra i lottatori ai quali fu diagnosticata tale patologia post mortem ci sono Axl Rotten, Balls Mahoney, Jimmy Snuka, Mr. Fuji e Ron Bass.
Attualmente, sono in corso oltre 60 cause legali, intentate da ex wrestler e parenti di lottatori professionisti deceduti, nei confronti della WWE, con l'avvocato Konstantine Kyros a rappresentare i querelanti.  Nel settembre 2018 le cause sono state respinte dal giudice Vanessa Lynne Bryant ma sono in corso gli appelli. Il contenzioso sostiene che la WWE ha deliberatamente nascosto i rischi di lesioni gravi e permanenti, in particolare dovute alla CTE. Bryant disse che la tragedia di Benoit non ha indotto la WWE a riconoscere un legame tra CTE e wrestling professionale, ma volle precisare: «Le circostanze intorno alla morte del signor Benoit sono state così tragiche e orribili che sarebbe stato ragionevole da parte dei suoi colleghi wrestler informarsi circa gli sviluppi delle notizie su di lui e sulla CTE, attraverso le quali avrebbero potuto dedurre che erano a rischio di sviluppare la patologia e chiedere opinioni mediche in merito ai rischi per la propria salute».

## Polemica sugli steroidi

### Antefatto
Nell'abitazione di Benoit furono rinvenute delle confezioni di steroidi anabolizzanti, portando alcuni media a ipotizzare che un improvviso scoppio di ira indotto dalla droga potesse essere la causa della furia omicida del wrestler, dato che alcuni medici avevano messo in correlazione l'abuso di steroidi con scoppi di rabbia incontrollata, oltre che con altre patologie come la paranoia. In risposta a queste speculazioni, la WWE diramò un comunicato stampa per smontare la tesi dello "scoppio di ira". Una parte del comunicato recita:
I pubblici ministeri dello Stato di New York investigarono circa le consegne di pacchi ricevuti da Benoit da parte dell'azienda Signature Pharmacy e del sito MedXLife.com, che vendono steroidi e ormoni della crescita (HGH) su internet. Terence Kindlon, avvocato del co-proprietario della MedXLife Gary Brandwein, negò qualsiasi collegamento tra l'azienda del suo cliente e la vendita di steroidi a Benoit. Brandwein si dichiarò innocente per i sei capi d'imputazione relativi alla vendita di sostanze illecite. Secondo un resoconto di Sports Illustrated, tre pacchi furono inviati a Benoit dalla Signature Pharmacy, con il primo che venne consegnato nel dicembre 2005 a San Antonio, Texas. Il secondo fu spedito il 13 febbraio 2006 a un indirizzo a Peachtree City, Georgia, e il terzo nel luglio 2006 con destinazione Fort Walton Beach, Florida. Ciò fece seguito a un'indagine sugli steroidi portata avanti da Sports Illustrated iniziata nel marzo 2007, che coinvolse undici lottatori, inclusi Kurt Angle, Eddie Guerrero, Rey Mysterio Jr., Edge e Gregory Helms, che svelò il fatto che Copeland aveva acquistato grosse quantità di steroidi.
Il legale della WWE avvocato Jerry McDevitt dichiarò che "la compagnia non ritiene che le circostanze di questo crimine supportino l'ipotesi che la "rabbia steroidea" abbia avuto un ruolo negli omicidi". A conferma di questo, furono citate le prove di evidente premeditazione dei crimini in aggiunta alla mancanza di esami tossicologici attendibili, e al fatto che gli steroidi trovati a casa di Benoit erano stati legalmente prescritti. Gli inquirenti sequestrarono entrambe le cartelle cliniche di Chris e Nancy Benoit. Inoltre entrarono in possesso anche di quelle di Mark Jindrak, Hardcore Holly (Robert Howard), Lex Luger (Lawrence Pfohl), Rey Mysterio Jr., Buff Bagwell (Marcus Bagwell) e Johnny Grunge (Mike Durham), tutti pazienti del dottor Phil Astin, medico personale anche di Benoit.

### Risultati degli esami tossicologici
Alla conferenza stampa del 17 luglio 2007 tenuta dal Georgia Bureau of Investigation, fu annunciato che tre droghe diverse erano state trovate nel sangue di Nancy Benoit: idrocodone, idromorfone e Xanax. Tutte e tre le sostanze rinvenute erano a livelli terapeutici. Il tasso di alcol rilevato nel cadavere era di 0.184. Kris Sperry, il medico che eseguì l'autopsia, aggiunse che era impossibile stabilire se i risultati ematici erano dovuti all'ingestione di alcol o al processo di decomposizione. Fu inoltre escluso che Nancy fosse stata sedata da Chris prima di essere assassinata.
Furono trovate tracce di Xanax nel corpo di Daniel Benoit. Il procuratore distrettuale Scott Ballard fece notare come questo sia uno psicofarmaco che non viene normalmente somministrato a un bambino di sette anni. Si crede che Daniel sia stato sedato dal padre prima di essere ucciso, e Sperry giunse alla conclusione che Daniel sia morto a causa di un'overdose. Il Bureau, tuttavia, disse nella conferenza stampa che non era stato possibile effettuare esami per rilevare la presenza di steroidi e ormoni della crescita a causa della mancanza di urina di Daniel.
Xanax e idrocodone furono trovati anche nel sangue di Chris Benoit, in livelli consistenti ma compatibili con l'uso terapeutico. Elevati livelli di steroidi anabolizzanti sintetici furono rinvenuti nella sua urina; con il sospetto che fossero stati assunti di recente. Mentre furono effettivamente rilevate tracce di testosterone cipionato nelle sue urine, nessuna prova della presenza di GHB fu trovata durante gli esami, contrariamente alle speculazioni circolate. Benoit risultò negativo anche alla presenza di alcol nel sangue.

### Accuse al medico di Benoit
Phil C. Astin III era il medico personale di Chris Benoit. Il suo avvocato, Manny Aurora, chiese al giudice di respingere le prove acquisite dalla polizia durante una perquisizione dello studio di Astin a seguito della morte di Benoit e famiglia. Egli dichiarò che la perquisizione aveva ecceduto i limiti dell'autorità in una indagine preliminare e che la polizia aveva requisito anche le cartelle cliniche di altri pazienti e gli estratti conti bancari relativi agli ultimi tre anni. Secondo la Associated Press, nel febbraio 2008 Astin fu incriminato per prescrizione di farmaci illegali a un altro paziente (non collegato a Benoit). Il 29 gennaio 2009, egli ammise di aver illegalmente prescritto droghe e farmaci illeciti, talvolta senza aver prima visitato i pazienti, e si dichiarò colpevole di tutti i 175 capi di imputazione emessi nei suoi confronti. Fu condannato a dieci anni di carcere.

## Controversia su Wikipedia
Speculazioni sulla morte di Nancy Toffoloni furono inserite nella voce inglese di Wikipedia riguardante Chris Benoit circa 14 ore prima del ritrovamento dei corpi della famiglia. La versione anglosassone di Wikinotizie riportò per prima la notizia, seguita da Fox News. Prima della modifica il testo interessato sulla voce di Chris Benoit era il seguente: 
(Chris Benoit sulla Wikipedia inglese)

Alle 00:01 EST di lunedì 25 giugno 2007, al testo fu aggiunta la seguente frase:
(Chris Benoit sulla Wikipedia inglese)
La polizia della contea di Fayette scoprì i corpi alle 14:30 EST, 14 ore e 29 minuti dopo la modifica della voce inglese di Wikipedia. Tramite l'indirizzo IP si scoprì che l'autore della modifica si trovava a Stamford, Connecticut, città in cui ha sede la WWE. Quando la notizia raggiunse i media l'utente anonimo visitò Wikinotizie e spiegò che la sua modifica fu il frutto di un'enorme coincidenza e nulla più. La polizia in seguito sequestrò il computer del responsabile e precisò che se l'utente avesse avuto notizia circa le morti della famiglia Benoit prima del ritrovamento dei corpi sarebbe potuto essere legalmente perseguibile. L'utente in questione si difese asserendo di aver letto dell'illazione, poi rivelatasi fondata, su vari siti speculatori sul mondo del wrestling e di aver quindi modificato la pagina di Wikipedia.

## Conseguenze e lascito
Negli anni successivi al duplice omicidio-suicidio, il fatto ha continuato ad essere citato nei media. Il pay-per-view The Great American Bash del 20 luglio 2008 fu l'ultimo prodotto dalla WWE con un divieto TV-14; subito dopo la WWE adottò un approccio più da intrattenimento per famiglie, con un rating TV-PG, che risultò in un notevole abbassamento del livello di violenza negli show. Entro pochi mesi, fu proibito anche il mostrare deliberatamente sangue nel corso dei match.
Ci sono state molte discussioni circa il fatto se Benoit sarà mai ammesso o meno nella WWE Hall of Fame in futuro. Steve Austin ha predetto che Benoit, nonostante sia stato una parte importante del business, non sarà mai introdotto nella Hall of Fame a causa delle sue azioni. Anche Chris Jericho è dello stesso parere.
- L'incidente è stato citato dallo sceneggiatore di The Shield, Shawn Ryan, come fonte d'ispirazione per l'omicidio-suicidio del personaggio di Shane Vendrell nell'ultima puntata della serie, Family Meeting, trasmessa il 25 novembre 2008.[103]
- Il 26 luglio 2012, il gruppo Horrorcore Insane Clown Posse pubblicò su singolo una canzone intitolata Chris Benoit, inclusa nell'album The Mighty Death Pop![104] Mike E. Clark ha pubblicato anche un remix della canzone, in collaborazione con Ice Cube e Scarface.
- Il 27 giugno 2013 la sorella di Nancy, Sandra Toffoloni, dichiarò in un'intervista che il cognato sarebbe comunque morto a distanza di un anno dalla tragedia, poiché dall'autopsia risultava che il suo cuore fosse tre volte più grande del normale a causa della continua assunzione di steroidi e antidolorifici, i quali lo portarono a loro volta in uno stato di paranoia. La donna disse anche di essere a conoscenza del fatto che Benoit stesse per ritirarsi dall'attività agonistica e che avesse intenzione di aprire una scuola di wrestling in Georgia, ma tutto ciò fu momentaneamente "accantonato" a causa del push che la WWE voleva concedere al canadese in quel periodo (a Vengeance: Night of Champions avrebbe dovuto vincere l'ECW World Championship contro CM Punk).[105][106][107][108]
- La lavorazione di un biopic intitolato Crossface fu annunciata nel 2011. Il film si sarebbe basato sul libro Ring of Hell: The Story of Chris Benoit and the Fall of the Pro Wrestling Industry di Matthew Randazzo. La pellicola avrebbe mostrato Benoit, dai primi tempi degli allenamenti con la famiglia Hart, fino alla scalata ai vertici di ECW, WCW e WWE, e al triste epilogo finale. Liev Schreiber avrebbe dovuto interpretare Chris Benoit.[109] L'inizio delle riprese era stato fissato per i primi mesi del 2012; tuttavia, il film fu cancellato a seguito di una disputa legale con la famiglia di Benoit.[110]
- La tragica fine di Chris Benoit è trattata in due episodi della serie documentaristica Dark Side of the Ring (2020).